# Suhadol (Laško, Slovenija)
Suhadol je naselje u slovenskoj Općini Laškom. Suhadol se nalazi u pokrajini Štajerskoj i statističkoj regiji Savinjskoj. 

## Stanovništvo
Prema popisu stanovništva iz 2002. godine naselje je imalo 25 stanovnika.